# Benincasa fistulosa
Benincasa fistulosa är en gurkväxtart som först beskrevs av John Ellerton Stocks, och fick sitt nu gällande namn av H.Schaef. och S.S.Renner. Benincasa fistulosa ingår i släktet Benincasa och familjen gurkväxter. Inga underarter finns listade i Catalogue of Life.